# Арка (Костанайская область)
Арка (каз. Арқа, до 200? г. — Краснооктябрьский) — село в Камыстинском районе Костанайской области Казахстана. Административный центр и единственный населённый пункт Аркинской сельской администрации. Находится примерно в 44 км к востоку от районного центра, села Камысты. Код КАТО — 394851100. Имеется одноимённая станция Арка.
Вблизи села находится Краснооктябрьское месторождение бокситов.

## Население
В 1999 году население села составляло 1542 человека (760 мужчин и 782 женщины). По данным переписи 2009 года, в селе проживало 1585 человек (779 мужчин и 806 женщин).